# بيتر بالن
بيتر بالن (بالهولندية: Bitterballen) هي وجبة خفيفة هولندية تصنع من اللحوم، وذلك بتجهيز يخنة كثيفة جدًا مع مرق اللحم البقري يتم طهيها في الزيت وعادة ما تضاف التوابل في اليخنة مع البصل والملح والفلفل والبقدونس وجوزة الطيب.
اسم بيتر بالن مشتق من كلمة عامة لأنواع معينة من المشروبات الكحولية ذات النكهة العشبية تسمى بيتر باللغة الهولندية، ويتم تناول بيتر بالن مع المشروبات في الحانات أو في حفلات الاستقبال في هولندا.
تشبه بيتر بالن إلى حد بعيد الكروكيت الاكلة الأكثر شيوعًا في هولندا من حيث المكونات وطرق التحضير والطهي بالإضافة إلى النكهة، على الرغم من أن الكروكيت أكبر حجمًا وله شكل مستطيل ومميز، إلا أن لهما نفس القطؤ.

## التحضير
تُمزج المكونات وتُطهى ثم تُبرّد حتى يتماسك الخليط، وبمجرد أن تصبح الحشوة متماسكة تُلف إلى كرات بقطر 3 إلى 4 سم تقريبًا، ثم تغطي بفتات الخبز الجاف ويتم الطهي في الزيت حتي يصبح لونها ذهبي، وتقدم عادة مع طبق صغير من السلطعون أو وعاء صغير من الخردل.
يتم تناولها في سورينام وجزر الأنتيل الهولندية، وهولندا وبلجيكا وبونير وإلى حد ما في إندونيسيا.